# Chonocephalus subglaber
Chonocephalus subglaber är en tvåvingeart som beskrevs av Richard Mitchell Bohart 1947. Chonocephalus subglaber ingår i släktet Chonocephalus och familjen puckelflugor.
Artens utbredningsområde är Guam. Inga underarter finns listade i Catalogue of Life.